# Даймокутате
Даймокутате (яп. 題目立) — це шоу декламації, яке виконується в храмі Яхашира в селі Камі-Фукава поблизу міста Нара.
Синтоїстський храм у Каміфукаві має традицію приймати 17-річного хлопця у члени релігійної організації, яка проводить релігійні церемонії у храмі. Прийняття хлопчика в організацію при храмі є визнанням того, що дитина стала дорослою.

## Вистава
Юнаки 17 років (якщо хлопців 17 років не вистачає, то до вистави залучаються також хлопці, яким ще не виповнилося 17 років або старше 17 років) стають півколом одягнені в самурайський одяг і з луками. Одного за іншим їх викликає до центру старий чоловік, який читає ім'я персонажа в оповіданнях про ворожнечу між кланами Мінамото і Тайра. Музичний супровід відсутній. Коли всі двадцять шість персонажів висловлюються, молодь ритмічно тупотить ногами та співає за сценою.
Спочатку Даймокутате був обрядом у віці сімнадцяти років, щоб відзначити офіційне прийняття старшого сина до спільноти двадцяти двох сімей Камі-фукава, а тепер Даймокутате виконується щорічно в середині жовтня молодими людьми різного віку та з багатьох різних сімей. Унікальна в Японії драматична вистава без акторської гри чи музики, Даймокутате є важливим маркером ідентичності та відіграє незамінну роль у підтримці солідарності в цьому гірському місті.

## Історія
Даймокутате було виконано приблизно в кінці періоду Муроматі. Даймокутате — останній живий приклад традиції читання у святилищі простих людей, вперше засвідченого в документі 1534 року.
Збереглися документи, зібрані фольклористом Хосеном Юнго між 1953 і 1955 роками, але ймовірно, що репертуар був значно більшим.
У 2009 році Даймокутате було внесено до Списку нематеріальної культурної спадщини ЮНЕСКО.